# Sesbania drummondii
Sesbania drummondii är en ärtväxtart som först beskrevs av Per Axel Rydberg, och fick sitt nu gällande namn av Cory. Sesbania drummondii ingår i släktet Sesbania och familjen ärtväxter. IUCN kategoriserar arten globalt som livskraftig. Inga underarter finns listade i Catalogue of Life.